# Hachy
Hachy (en luxembourgeois Häerzeg, en wallon Hachî, en allemand Herzig) est une section de la commune belge de Habay située en Région wallonne dans la province de Luxembourg.
C'était une commune à part entière avant la fusion des communes de 1977, qui comprenait alors trois villages : Hachy, Sampont et Fouches. Sampont et Fouches font désormais partie de la ville d'Arlon, dans la section de Heinsch.

## Géographie
Hachy fait partie du Pays d'Arlon, sous-région où la langue vernaculaire traditionnelle est le luxembourgeois, contrairement au reste de la commune de Habay.

## Démographie
- Source: INS recensements population

## Histoire
Au cours de la Seconde Guerre mondiale, le 10 mai 1940, jour du déclenchement de la campagne des 18 jours, Hachy est prise par les Allemands de l'Infanterie-Regiment Grossdeutschland, le village étant traversé peu après par la 10e Panzerdivision.

## Patrimoine et culture

### Culture

#### Festivités
Chaque année, lors du premier dimanche de septembre, les rues de Hachy accueille une grande brocante qui se déroule du début de la rue Saint-Amand (12) jusqu'à L'école primaire.
Tous les ans, mi-mai, Hachy accueille la Beach Party. Un bal sous le thème de la plage et de l'été.

#### Légende du village: leSorcierKaap
Par un soir pluvieux, solitaire, sans argent, sans abri et loin de son village natal, un brave homme de Hachy nommé "Hetch", errait, passablement découragé, dans les rues de Luxembourg. Soudain, il rencontra Kaap, un concitoyen connu partout et qui habitait la même rue que lui. Kaap était natif de Sampont et était venu s'installer à Hachy quelques années après.
Hetch raconta sa peine à Kaap. Ce dernier compatit avec le pauvre homme et poursuivit : « Sais-tu, Hetch ? Jure-moi de ne rien raconter à personne, tout au long de ta vie, de ce que je vais faire. Eh bien, à cet instant, ta femme s'assied sous votre vache noire afin de la traire. Avant qu'elle ne se relève de son tabouret, nous serons à la maison ! »
Sur ce, Kaap murmura quelque chose qui fut incompréhensible à Hetch puis poussa un petit cri. À l'instant même, un grand bouc noir au regard mauvais se trouva devant eux ; les deux compères l'enfourchèrent tel un cheval. Sur un second petit cri de Kaap, le bouc chargé de ses deux cavaliers s'éleva, les emmenant à la vitesse de l'ouragan à travers les airs.
A Koerich (petit village du Grand-Duché de Luxembourg situé près de Steinfort et se trouvant sur une ligne droite reliant Luxembourg à Hachy), l'animal heurta d'une de ses cornes la croix sur le clocher de l'église, qui en est restée inclinée depuis, et commença à descendre dangereusement. "Crédiable" hurla Kaap (frappant d'un coup sec, de ses talons, les flancs de la bête), et de suite le bouc reprit de l'altitude.
L'équipage fut à peine arrivé à Hachy que Hetch vit sa femme sortir de l'étable avec le seau à lait. Il remercia Kaap pour le service qu'il lui avait rendu, lui souhaita bonne nuit puis rentra à la maison.
Depuis cette chevauchée diabolique, le pauvre Hetch ne connut plus la tranquillité. Chaque fois qu'il y pensait, il était, sans savoir pourquoi, pris d'angoisse et de peur. Finalement, n'en pouvant plus, il décida d'aller raconter son aventure au curé.
Celui-ci (qui n'était pas homme à faire des drames avec rien), lui tint les propos suivants : « Dimanche prochain, quand les gens viendront à la grand-messe, tiens-toi devant le grand tilleul près de l'église. En t'adressant à lui à voix très haute tu diras : « Tilleul, je te le dis à toi mais pas aux autres gens ! Mon voisin Kaap est un sorcier! » Et puis, tu lui raconteras en détail ce que Kaap a fait. »
Hetch fit ce que le curé lui conseilla.
Ainsi démasqué, les villageois se saisirent du sorcier, lui lièrent les jambes et le conduisirent au lieu-dit « Polknapp » pour l'y brûler sur un bûcher de fagots.
Alors que les flammes léchaient déjà les pieds du sorcier, Kaap sortit de sa poche un petit livre et y lut quelques mots. Aussitôt ses liens se délièrent et tombèrent à ses pieds. Profitant de l'ébahissement de ses citoyens, il prit la fuite.
Quelque temps après cependant, il fut recapturé, mais cette fois on lui enleva son livre et il ne put échapper au supplice du feu.
Le sorcier avait un frère. Celui-ci fit changer son nom contre celui de Michel.